# 八角小光壳炱
八角小光壳炱（学名：Asteridiella illicii）是属于小煤炱目小煤炱科小光壳炱属的一种真菌，寄生在八角属植物上。该种分布于中国。